# Église Saint-Joseph de Pocatello
L’église Saint-Joseph est une église catholique située dans la ville de Pocatello, dans l’État de l’Idaho, aux États-Unis. Elle est inscrite au Registre national des lieux historiques depuis 1978.